# Dassu
Dassu, aussi orthographiée Dasu, est une ville du Pakistan. Elle est la capitale du district du Kohistan, dans la province de Khyber Pakhtunkhwa. Dassu se trouve sur la route du Karakoram, au bord de l'Indus.